# Wilhelm Dorn
Wilhelm Dorn (* 26. Mai 1893 in Köln; † 30. August 1974 in Essen) war ein deutscher Schriftsteller.

## Leben
Wilhelm Dorn war als Studienrat in Essen tätig. Daneben schrieb er Romane, Erzählungen, Satiren und Gedichte und übersetzte aus dem
Englischen.

## Werke
- Der Kampf mit dem Schatten, Berlin 1937
- Die Schwärmer, Leipzig 1939
- Späte Leidenschaft, Leipzig 1939
- Das Gelächter der Götter, Leipzig 1941
- Des wär' gelacht!, Heidelberg 1949
- Das Karussell des Teufels, Hattingen (Ruhr) 1951

## Herausgeberschaft
- Humor in der Technik, Essen 1949 (herausgegeben zusammen mit Kurt Lütgen)

## Übersetzungen
- Phyllis Bottome: Das letzte Geschenk, Essen-Steele (Ruhr) 1949 (übersetzt zusammen mit Kurt Lütgen)
- Joyce Cary: Frau Mondays Verwandlung, Essen-Steele (Ruhr) 1949 (übersetzt zusammen mit Kurt Lütgen)
- Joyce Cary: Im Schatten des Lebens, Essen-Steele (Ruhr) 1948 (übersetzt zusammen mit Kurt Lütgen)
- Lionel Curtis: Weltkrieg, Essen-Steele (Ruhr) 1947
- Hyman Levy: Ein Weltbild für Menschen unserer Zeit, Essen-Steele (Ruhr) 1947 (übersetzt zusammen mit Kurt Lütgen)